# Adrianna Franch
Adrianna Nichole Franch (Salina, Kansas, Estados Unidos; 12 de noviembre de 1990) es una futbolista estadounidense que juega como guardameta para la selección de Estados Unidos y para el Kansas City NWSL de la National Women's Soccer League (NWSL) de Estados Unidos.
Franch fichó para el Portland Thorns en diciembre de 2015.

## Estadísticas

### Clubes
| Club                   | País           | Año             |
| ---------------------- | -------------- | --------------- |
| Western New York Flash | Estados Unidos | 2013            |
| Avaldsnes IL           | Noruega        | 2015            |
| Portland Thorns        | Estados Unidos | 2016 - 2021     |
| Kansas City NWSL       | Estados Unidos | 2021 - presente |

## Palmarés

### Títulos nacionales
| Título                         | Club               | País           | Año  |
| ------------------------------ | ------------------ | -------------- | ---- |
| National Women's Soccer League | Portland Thorns FC | Estados Unidos | 2017 |
| NWSL Challenge Cup             | Portland Thorns FC | Estados Unidos | 2021 |

### Títulos internacionales
| Título                           | Equipo         | Sede           | Año  |
| -------------------------------- | -------------- | -------------- | ---- |
| Torneo de Naciones               | Estados Unidos | Estados Unidos | 2018 |
| Copa Mundial Femenina de Fútbol  | Estados Unidos | Francia        | 2019 |
| Preolímpico Femenino de Concacaf | Estados Unidos | Estados Unidos | 2020 |
| Copa SheBelieves                 | Estados Unidos | Estados Unidos | 2020 |
| Juegos Olímpicos                 | Estados Unidos | Tokio          | 2020 |

(*) Incluyendo la Selección

### Distinciones individuales
| Distinción                        | Año  |
| --------------------------------- | ---- |
| Guardameta del Año de la Concacaf | 2017 |
| Guardameta del Año de la NWSL     | 2017 |
| Mejor Once de la NWSL             | 2017 |
| Guardameta del Año de la NWSL     | 2018 |
| Mejor Once de la NWSL             | 2018 |